# Hydrelia pampesia
Hydrelia pampesia là một loài bướm đêm trong họ Geometridae.